# Kyang'ombe
Kyang'ombe è una circoscrizione rurale (rural ward) della Tanzania situata nel distretto di Rorya, regione del Mara. Conta una popolazione di 18 438 abitanti (censimento 2012).